# Parafarmacia

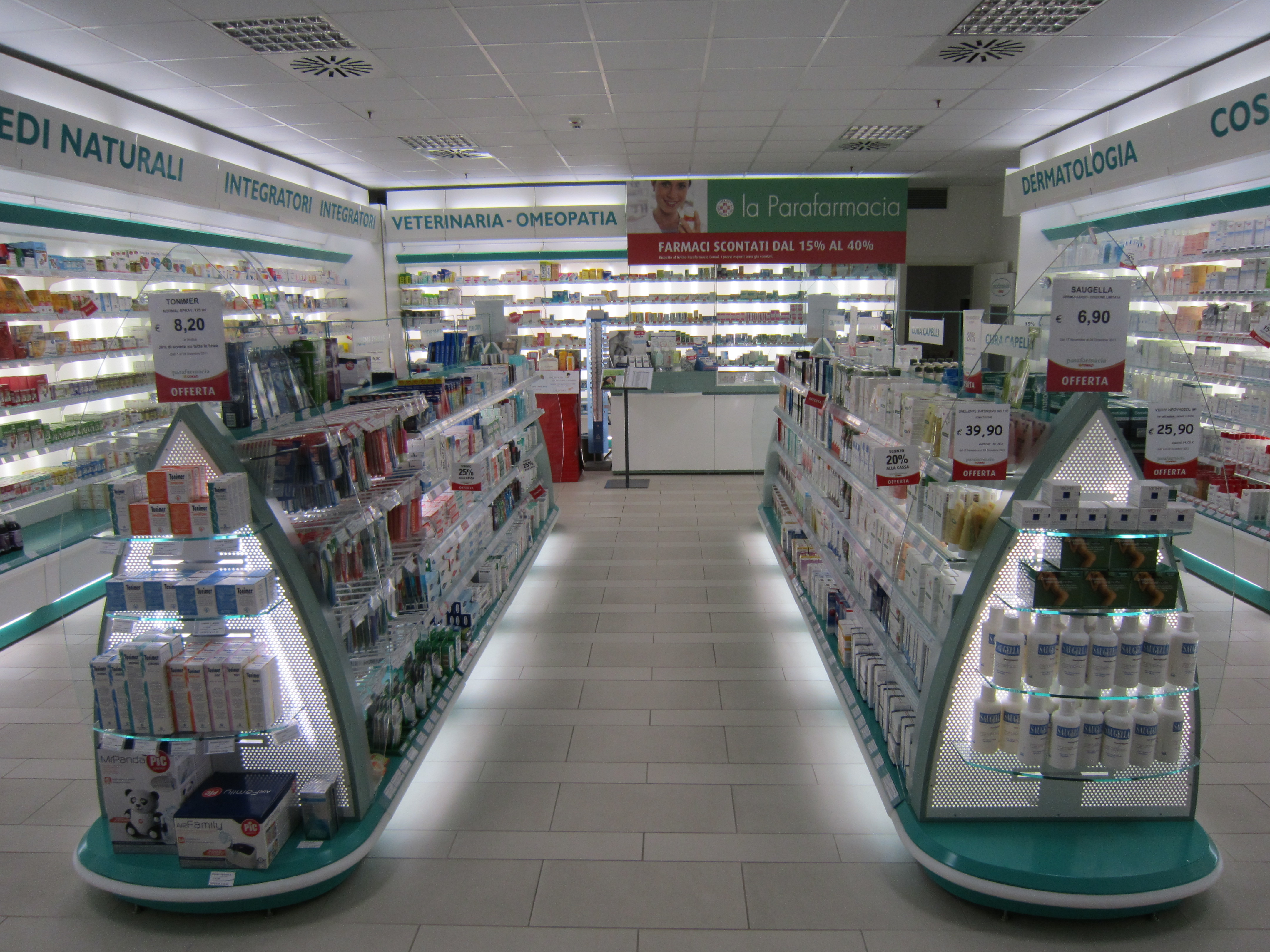
Parafarmacia italiana

La parafarmacia es la práctica de la preparación y dispensación de productos medicamentosos que no son medicamentos propiamente dichos (de estos últimos se encargaría la farmacia) y también el establecimiento o sección donde esta actividad se desarrolla. Los artículos referidos en el catálogo de la parafarmacia, abarcan dietéticos, alimentarios, dermocosméticos, de higiene corporal, productos de diagnóstico in vitro, de orientación estética, biocidas y una gran variedad de productos sanitarios.
Puede haber una tienda específica para este tipo de mercadería, o bien puede presentarse en forma de sección de un establecimiento que albergue asimismo otro género. En cuanto a su comercialización a través de Internet, en tanto que los medicamentos no son comercializables en España usando el canal de comercio electrónico, la denominación «parafarmacia en línea» se está usando tanto para empresas de parafarmacia propiamente dichas como para farmacias que venden por Internet sus productos que no son medicamentos.
La diferencia entre farmacia y parafarmacia también radica en que, mientras la ley obliga a que el «propietario» y titular de la farmacia sea un farmacéutico colegiado, no ocurre lo mismo con la parafarmacia. En la parafarmacia, la labor de dispensar productos puede corresponder a un técnico en farmacia o parafarmacia, no hace falta colegiación.
En España, a nivel fiscal esto se traduce en que, mientras los ingresos de la farmacia tributan por el régimen de autónomos, los de la parfarmacia pueden hacer como Sociedades Limitadas.

## Reglamentación
Las ventas autorizadas en parafarmacia son las siguientes:
- Los productos y accesorios cosméticos.
- Los productos y accesorios de higiene corporal.
- Los productos alimenticios dietéticos.

En contra parte, existen distinciones al nivel de venta:
- Los medicamentos de uso veterinario o humano.
- Los alimentos dietéticos.
- Las plantas medicinales en libros de farmacopea.
- Los aceites esenciales.
- Las tiras adhesivas sanitarias o apósitos.
- Los medicamentos convencionales que forman parte del dominio farmacéutico.